# Arkadi Gendler
Arkadi Gendler (la naștere Abram; în idiș ‏אַבֿרהם הענדלער‏‎; în rusă Абрам Гендлер; n. 29 noiembrie 1921, Soroca, Basarabia, România – d. 22 mai 2017, Zaporijjea, Ucraina) a fost un evreu basarabean, compozitor, folclorist și profesor de limbă idiș.

## Biografie
S-a născut în orașul Soroca din același județ, Basarabia (România interbelică), fiind al zecelea copil dintr-o familie evreiască săracă. Ambii părinți, Huna Gendler și Ruhl erau croitori. A studiat la Talmud Tora. La vârsta de unsprezece ani, a fost obligat să părăsească gimnaziul românesc și să înceapă să muncească ca croitor. Împreună cu surorile sale, a jucat într-o trupă de teatru amator în idiș. A participat la mișcarea comunistă secretă din Basarabia.
Odată cu începutul celui de-al Doilea Război Mondial a fost înrolat în Armata Roșie, slujind într-o companie de infanterie. Au fost mobilizați și fratele și sora lui, care au slujit într-o unitate medicală. În toamna anului 1941, a fost rănit de un șrapnel la plămâni. După demobilizare, a aflat că din întreaga familie Gendler, doar el și fratele său au supraviețuit: toți ceilalți membri ai familiei au pierit  în Transnistria sau pe front.
În 1951 a absolvit Institutul de Tehnologie Chimică „Mendeleev” din Moscova, cu o diplomă în tehnologia polimerilor. A lucrat la Institutul de proiectare și tehnologie al industriei auto din URSS. Din 1952 a locuit în Zaporojie, Ucraina, iar după pensionare, în 1992, a preluat activitățile de predare în școala evreiască „Alef” din același oraș. A creat un set de materiale pentru cursul inițial de idiș recomandat de Centrul pentru educație evreiască din Ucraina; versiunea extinsă a fost publicată ca „Recomandări metodologice privind pentru profesorii școlilor gimnaziale evreiești din Rusia și Ucraina”.
A interpretat cântece evreiești populare, precum și a scris propriile. În 2001, a fost lansat primul său CD, Mine shtetele Soroke („Orașul meu Soroca”; înregistrat la Berkeley, California), în care, pe lângă melodiile proprii, a inclus melodii bazate pe versuri de Zelig Bardichever, Hertz Rivkin, Șulem Bernstein și Itzik Manger. Ulterior, au fost lansate alte două CD-uri live ale lui Gendler, înregistrate la Zaporojie (Unclaim Jewish Folklore, 2001) și în Chapel Hill, Carolina de Nord (Arkady Gendler In Field Recording) în 2002.
Melodiile lui Gendler au fost incluse în „Antologia cântecului evreiesc al autorului contemporan în idiș”, lansată în 2005 de Departamentul de muzică evreiască al Centrului pentru educație evreiască din Ucraina. În 2006, studioul ORT de la Zaporojie a lansat pe DVD un film video intitulat „Arkadi Gendler în Concert”, incluzând înregistrarea unui spectacol de concert.
În 2009, Centrul comunitar evreiesc din Sankt Petersburg a lansat DVD-ul פֿרײען זיך איז גוט („Fericirea este bine!”) cu înregistrările compozitorului. Albumul Yidishe Lider, care include piesele originale ale lui Gendler, a fost lansat de Golden Horn Records din Viena în 2012. A participat la festivalurile majore de muzică klezmer din Rusia, Ucraina, SUA, Canada, Germania și Polonia. A fost cetățean de onoare al orașului Weimar (Germania).